# (38668) 2000 PM
2000 بي أم (ويعرف أيضًا باسم (38668) 2000 بي أم وفق تسمية الكوكب الصغير) (بالإنجليزية: 2000 PM)‏ هو كويكب ضمن حزام الكويكبات؛ وترتيبه 38668 من حيث الاكتشاف.
اكتُشف هذا الجُرم الفلكي بواسطة جون بروفتون في 1 أغسطس 2000.

## وصلات خارجية
- (38668) 2000 PM في قاعدة بيانات مختبر الدفع النفاث لأجرام النظام الشمسي الصغيرة

- الاكتشاف · مخطط المدار ·  العناصر المدارية · المعلمات المادية

- (38668) 2000 PM على موقع ويكي سكاي: DSS2, SDSS, GALEX, IRAS, Hydrogen α, X-Ray, Astrophoto, Sky Map, Articles and images